# Bistum Aizawl
Das Bistum Aizawl (lat.: Dioecesis Aizavlensis) ist eine in Indien gelegene römisch-katholische Diözese mit Sitz in Aizawl.

## Geschichte
Papst Pius XII. gründete die Diözese mit der Apostolischen Konstitution Fit nonnumquam am 17. Januar 1952 aus Gebietsabtretungen des Erzbistums Dacca und Bistums Chittagong als Apostolische Präfektur Haflong. 
Am 26. Juni 1969 wurde sie zum Bistum Silchar erhoben, das dem Erzbistum Gauhati-Shillong als Suffragandiözese unterstellt wurde. Einen Teil ihres Territoriums verlor es am 5. Dezember 1983 an das Bistum Diphu.
Am 11. Januar 1996 gab es weitere Gebietsanteile für die Errichtung des Bistums Agartala ab, verlegte den Bischofssitz von Silchar nach Aizawl und nahm seinen jetzigen Namen an.

## Territorium
Das Bistum Aizawl umfasst den gesamten Bundesstaat Mizoram und die Distrikte Cachar, Hailakandi und Karimganj im Bundesstaat Assam.

## Ordinarien

### Apostolischer Präfekt von Haflong
- George Daniel Breen CSC (21. März 1952–1969)

### Bischof von Silchar
- Denzil Reginald D’Souza (26. Juni 1969–11. Januar 1996)

### Bischöfe von Aizawl
- Denzil Reginald D’Souza (11. Januar 1996–18. Oktober 2000)
- Stephen Rotluanga CSC (seit 2. Oktober 2001)